# 姚植传
姚植传（1967年8月—），男，汉族，安徽庐江人，中共党员，中华人民共和国政治人物，现任中央社会主义学院党组副书记（副部长级）、副院长。

## 生平
1998年12月加入中国共产党。1999年毕业于安徽师范大学中共党史专业，获硕士学位。曾担任中央统战部研究室副主任，中央统战部机关党委常务副书记，中央统战部研究室（法规局）主任（局长）等职务。2023年12月，兼任中央统战部部级新闻发言人。2024年11月，任中央社会主义学院党组副书记（副部长级）、副院长。